# Triangle Film Corporation
Triangle Film Corporation je bio veliki američki filmski studio osnovan u ljeto 1915. u gradu Culver City, Kalifornija, utemeljena na stvaranju i distribuciji filmova takvih redatelja kao što su David Griffith, Thomas Ince i Mack Sennett.
Do 1917. godine, tvrtka je izgubila svu trojicu svojih ključnih zaposlenika. Triangle Film Corporation postupno se smanjivao, a 1918. studio je bio prodan. Producent Samuel Goldwyn ga je kupio za spajanje s Goldwyn Pictures, koji se pak spojio u korporaciju Metro-Goldwyn-Mayer.

## Oglasi za filmove Triangle Film Corporation
- The Phantom (1916.)
- False to the Finnish (1917.)
- Haunted by Himself (1917.)
- Her Busted Debut (1917.)
- Mystic Faces (1918.)
- Child of M'sieu (1919.)

## Vanjske poveznice
- Triangle Film Corporation na Internet Movie Database